# Dicranostyles
Dicranostyles, rod slakovki smješten u tribus Maripeae, dio potporodice  Convolvuloideae. Sastoji se od 16 vrsta lijana rasprostranjenih po tropskoj Americi. 
Rod je opisan u London Journal of Botany 5: 355. 1846.

## Vrste
1. Dicranostyles ampla Ducke
2. Dicranostyles costanensis Steyerm. & D.F.Austin
3. Dicranostyles densa Spruce ex Meisn.
4. Dicranostyles falconiana (Barroso) Ducke
5. Dicranostyles globostigma D.F.Austin
6. Dicranostyles guianensis Mennega
7. Dicranostyles holostyla Ducke
8. Dicranostyles integra Ducke
9. Dicranostyles laxa Ducke
10. Dicranostyles longifolia Ducke
11. Dicranostyles mildbraediana Pilg.
12. Dicranostyles scandens Benth.
13. Dicranostyles sericea Gleason
14. Dicranostyles solimoesensis Mennega
15. Dicranostyles villosa Ducke
16. Dicranostyles yrypoana M.Pastore

## Sinonimi
- Kuhlmanniella Barroso; Rodriguesia 9: No. 18, 36 (1945), et Rodrigusia 10: No. 21, 23 (1947)